# 常盤町
常盤町（常磐町）為台灣日治時期台中市之地區。約在大正15年（1926年）町名改正後的錦町、新富町一帶，今台中市中區部份區域。
根據昭和9年（1934年）的『台中市史』所載，約在明治28、9年（1895、6年），常盤町是內地人（日本人）、台灣人混合的市街，後由於暴風的災害，內地商人悉數轉移至新町，因而產生許多空屋。官方以此契機，整頓風紀，將散布於市內各地的料理屋、貸座敷等集中在此町。明治34年（1901年），此町已成為純然的花街。此花街存在至大正4、5年（1915、6年）的市區改正為止。

## 相關
- 町名改正